# Сабля святого Симона

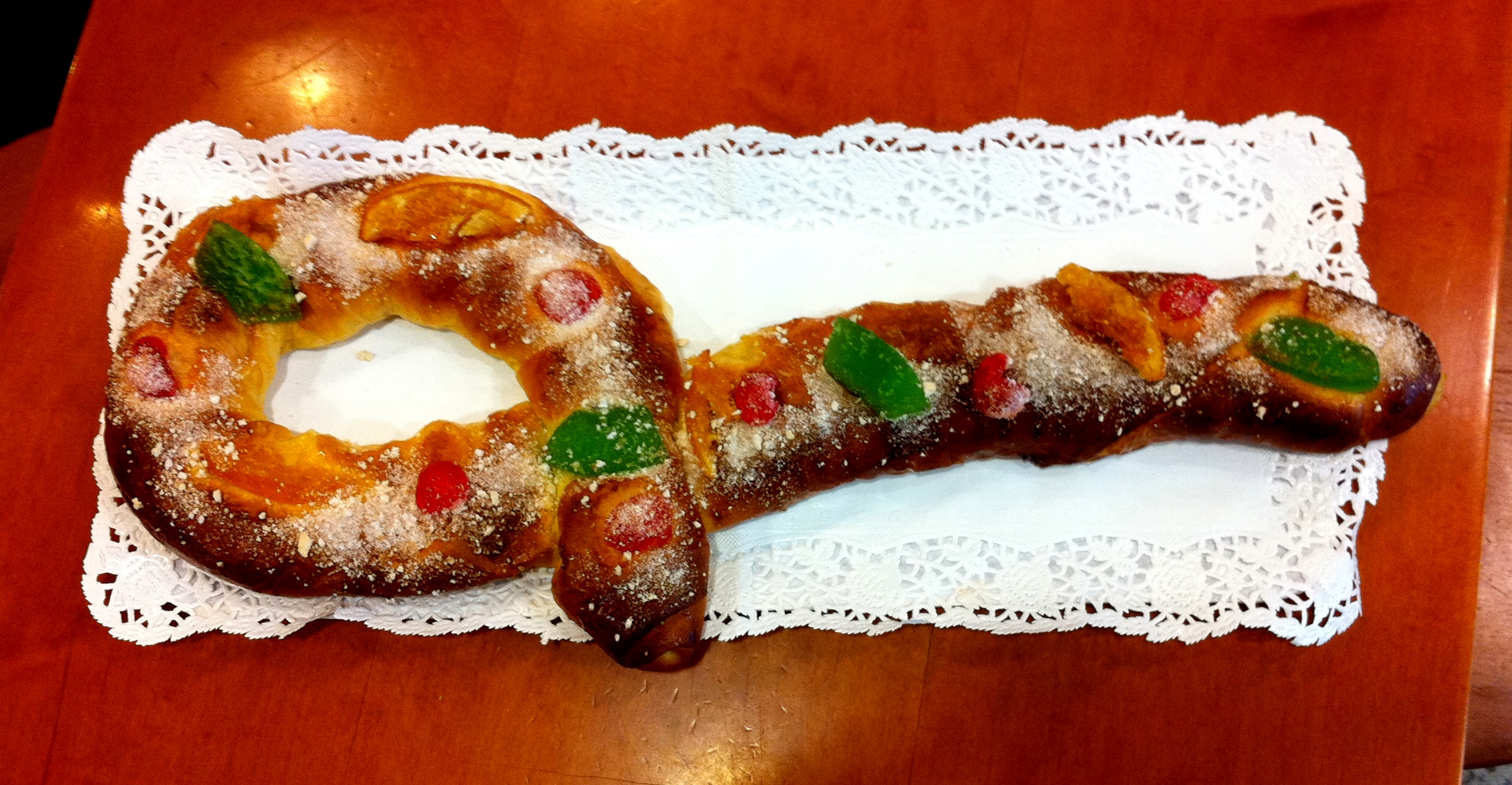
Сабля святого Симона.

Сабля святого Симона (Sabre de Sant Simó) — каталонское сладкое печенье, украшенное засахаренными фруктами, типичное и традиционное в Матаро (комарка Марезма).

## История
Происхождение праздника связано с моряками из Матаро. Когда-то на побережье кумарки Марезма высадились пираты для грабежа и для того, чтобы начерпать воды из колодца, который был рядом с церковью святого Симона. Тогда моряки призвали на помощь этого святого, одного из апостолов Иисуса Христа, и защитились от нападения.
В начале XVIII века кондитер Матаро решил изготовить сладкое печенье, которое служило бы напоминанием о случае с пиратами и моряками. Форма сабли была выбрана потому, что это один из символов Петра-Симона. По Евангелию от Иоанна, этот апостол в Гефсиманском саду отсёк саблей ухо рабу первосвященника. Есть ещё несколько объяснений выбора формы, менее вероятных.

## Общая информация
В каталонском портовом городе Матаро можно приобрести эту сладость только 28 октября, в день святого Симона (или, иначе, Петра, ранее называемого Симоном), когда проходит праздник моряков. Важное место в праздновании занимают местная церковь и монастырь святого Симона. В этот день возле церкви ставят палатки и торгуют только саблями святого Симона, которые можно купить и в городских пекарнях и кондитерских. Тогда же у церкви рыбаки выполняют свой традиционный танец, предназначенный только для этого праздника и для этого места.
В зависимости от того, на какой день выпадает 28 октября, празднование длится три-четыре дня. Оно сопровождается парадами гигантских фигур, кастелями, исполнением хабанеры, концертами, развлекательными мероприятиями для детей и массовыми гуляниями. В 2011 году празднование длилось неделю, так как на этот год выдалось 400-летие церкви святого Симона.